# Skene kyrka
Skene kyrka är en kyrkobyggnad i Skene i Marks kommun. Den tillhör Örby-Skene församling i Göteborgs stift.

## Historia
Kyrkan i moderförsamlingen Örby ligger på den andra sidan av Viskan. När textilindustrin expanderade och folkmängden i Skene ökade behövde samhället en egen kyrka. 

## Kyrkobyggnaden
Kyrkan ritades av arkitekt Sigfrid Ericson. Byggandet pågick 1919-1922 och kyrkan invigdes den 22 september 1922 av biskop E.H. Rodhe. Den ingår i en grupp om tre med samma formspråk som Ericson ritade. De andra två är Nissaströms kyrka (1939-1940) och Kinnarumma kyrka (1940). 
Byggnaden har långhus och torn, som kan ge intrycket att det är en ombyggd medeltidskyrka. Man har använt naturmaterial och influenser från tidigare århundraden — främst 1700-talet. De murade fasaderna är vitputsade och taket har grå skiffertäckning på takfall och tornhus med rikt utformade tornspiror. Entré genom tornet vid långväggen. Interiör med mittgång och fasta bänkkvarter. Koret är rymligt och utbyggt med altaret mot östväggen. Sakristian är utbyggd på nordsidan med uppgång till predikstolen.  
Kyrkan genomgick en genomgripande invändig restaurering 1976–1977 med bland annat nytt golv och nya bänkar.

## Inventarier
- Innertaket har målningar som illustrerar Jesu jordeliv. De är utförda av Arvid Jorm och Nils Wedel, efter skisser av John Hedæus.
- För ritningarna till kyrkans fasta inredning (bänkar, predikstol, altarring, altarbord, orgelfasad, psalmnummertavlor och dopfunt) svarade Sigfrid Ericson.
- Ritningarna till altaruppsatsen godkändes först 1942 och den utfördes 1944 av skulptören John Björk från Göteborg.
- En ny dopfunt tillkom 1968.
- 1972 invigdes nya kyrkklockor.
- Vid restaureringen 1977 utfördes ett nytt altare av trä. En ny altarring tillkom då också.

### Orgel
I samband med 1977 års restaurering tillkom även en ny orgel, byggd av Tostareds Kyrkorgelfabrik, som invigdes av kontraktsprost Erik Nordblom.

## Webblänkar
- Skene kyrka  Kringla